# تونبرگ ۱۳۹۸۲
سیارک ۱۳۹۸۲ (به انگلیسی: 13982 Thunberg، نامگذاری:1992RB3) سیزده هزار و نهصد و هشتاد و دومین سیارک کشف شده‌است که در ۲ سپتامبر ۱۹۹۲ کشف شد.
قدر مطلق سیارک برابر ۳۰.۹ است.